# Il mio paese se ne frega
Il mio paese se ne frega è un singolo del rapper italiano Inoki, pubblicato il 16 febbraio 2007.
Secondo estratto dal terzo album in studio di Inoki Nobiltà di strada, il brano parla della situazione dello stato italiano e della povertà. Il brano ha riscosso un grande successo anche a livello nazionale grazie all'emittente televisiva MTV Italia.
Il 4 aprile 2025 viene rilasciato Il Mio Paese Se Ne Frega 2025, un remix in chiave jazz del brano originale.

## Tracce
1. Il mio paese se ne frega – 3:44